# Leichtathletik-Weltmeisterschaften 2017/Teilnehmer (Iran)
| Gelbes Symbol für Goldmedaillen mit stilisierten Olympischen Ringen | Graues Symbol für Silbermedaillen mit stilisierten Olympischen Ringen | Braundes Symbol für Bronzemedaillen mit stilisierten Olympischen Ringen |
| ------------------------------------------------------------------- | --------------------------------------------------------------------- | ----------------------------------------------------------------------- |
| —                                                                   | —                                                                     | —                                                                       |

Von der Islamischen Republik Iran wurden drei Athleten für die Weltmeisterschaften in London nominiert.

## Ergebnisse

### Männer

#### Laufdisziplinen
| Athlet          | Disziplin        | Vorlauf        | Vorlauf | Halbfinale         | Halbfinale         | Finale             | Finale             |
| Athlet          | Disziplin        | Zeit           | Platz   | Zeit               | Platz              | Zeit               | Platz              |
| --------------- | ---------------- | -------------- | ------- | ------------------ | ------------------ | ------------------ | ------------------ |
| Hassan Taftian  | 100 m            | 10,34 s        | 34      | nicht qualifiziert | nicht qualifiziert | nicht qualifiziert | nicht qualifiziert |
| Hossein Keyhani | 3000 m Hindernis | 8:33,76 min NR | 24      |                    |                    | nicht qualifiziert | nicht qualifiziert |

#### Sprung/Wurf
| Athlet       | Disziplin  | Qualifikation | Qualifikation | Finale             | Finale             |
| Athlet       | Disziplin  | Weite/Höhe    | Platz         | Weite/Höhe         | Platz              |
| ------------ | ---------- | ------------- | ------------- | ------------------ | ------------------ |
| Ehsan Hadadi | Diskuswurf | 63,03 m       | 15            | nicht qualifiziert | nicht qualifiziert |